# Forficula aetolica

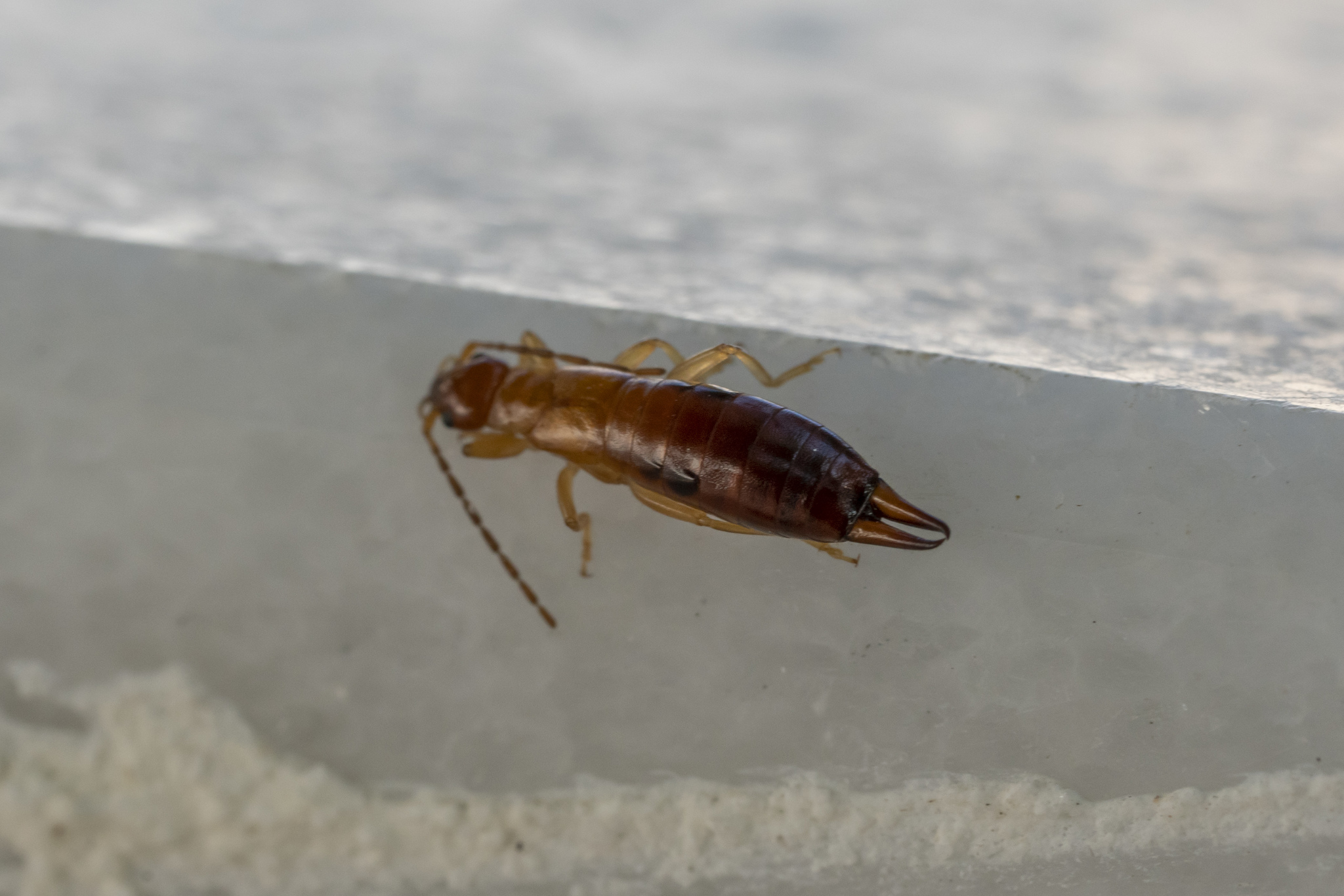
Ein Weibchen

Forficula aetolica ist eine Art der zu den Insekten gehörenden Ohrwürmer und von Griechenland bis in den Libanon verbreitet.

## Merkmale
Es handelt sich um eine relativ helle Art der Gattung Forficula. Der Kopf ist orange bis hell rötlichbraun gefärbt, das Pronotum und die Elytren gelborange und das Abdomen orangebraun bis rötlichbraun. Hinterflügel sind nicht sichtbar. Die Antennen sind orangebraun, Beine und Cerci blassgelb. Die Zangen der Weibchen sind unauffällig geformt, die der Männchen besitzen eine Basis, die etwa ein Drittel der Zangenlänge ausmacht. An dieser Basis befinden sich beidseits bräunliche, schwach gezähnte Kanten, die eine geringere Höhe aufweisen als die lateralen Teile der Zange. Somit wirken sie abgesetzt. Nach hinten verbreitert sich die Lücke zwischen den beiden Cerci und die Zangenbasen enden in einem stumpfen Zahn.

### Ähnliche Arten
Im Verbreitungsgebiet leben noch mehrere ähnliche Arten. Verwechslungen sind vor allem mit Guanchia hincksi oder mit Guanchia brignolii möglich. Die Guanchia-Arten unterscheiden sich im männlichen Geschlecht aber anhand der Zangen. Auch Apterygida albipennis weist grobe Ähnlichkeiten auf, ist jedoch stärker behaart und die Zangen der Männchen unterscheiden sich deutlich. Forficula decipiens ist deutlich dunkler gefärbt und auch hier unterscheiden sich die Zangen der Männchen. Durch die relativ helle und stark orange Färbung ist Forficula aetolica oftmals aber gut erkennbar, bei genauerer morphologischer Betrachtung lassen sich auch die Verwechslungsarten unterscheiden.

## Verbreitung
Das Verbreitungsgebiet der Art umfasst Griechenland inklusive Kreta, den Süden und Osten Bulgariens, den Westen, Süden und Südosten der Türkei, Zypern und den Libanon. Auch von der ukrainischen Halbinsel Krim sind Funde bekannt. Möglicherweise lebt die Art auch im Kaukasus, Iran und der russischen Region Krasnodar.

## Lebensweise
Die Art kann ganzjährig gefunden werden. Forficula aetolica lebt unter anderem in der Laubstreu von Weidengehölzen, in Eichenwäldern, auf Wiesen mit Wacholdergestrüpp, auf Wolfsmilch, in Olivenhainen, Apfelhainen und Aprikosenhainen und wird manchmal in zusammengerollten Blättern, Blütenknospen oder getrockneten Früchten gefunden.